# Motorola DynaTAC
Dynatac 8000x fue un teléfono móvil desarrollado en el año 1983 por Motorola, siendo el primer teléfono móvil del mundo sostenible con una mano y fue puesto a la venta el 13 de marzo de 1983. Pesaba 800 gramos y medía 33 por 4,5 por 8,9 centímetros. En la fecha de salida al mercado del producto, costaba US$3995 (equivalente a $11 716 en 2023) y su batería tenía únicamente la autonomía de una hora en conversación. En 1984, 300.000 usuarios habían comprado el terminal. Este primer paso de la revolución móvil vino de la mano de Rudy Krolopp.
La Serie DynaTAC fue sucedida por la Serie MicroTAC en 1989, y ésta a su vez por la Serie StarTAC. "TAC" era una de abreviatura de Total Area Coverage en las tres series.

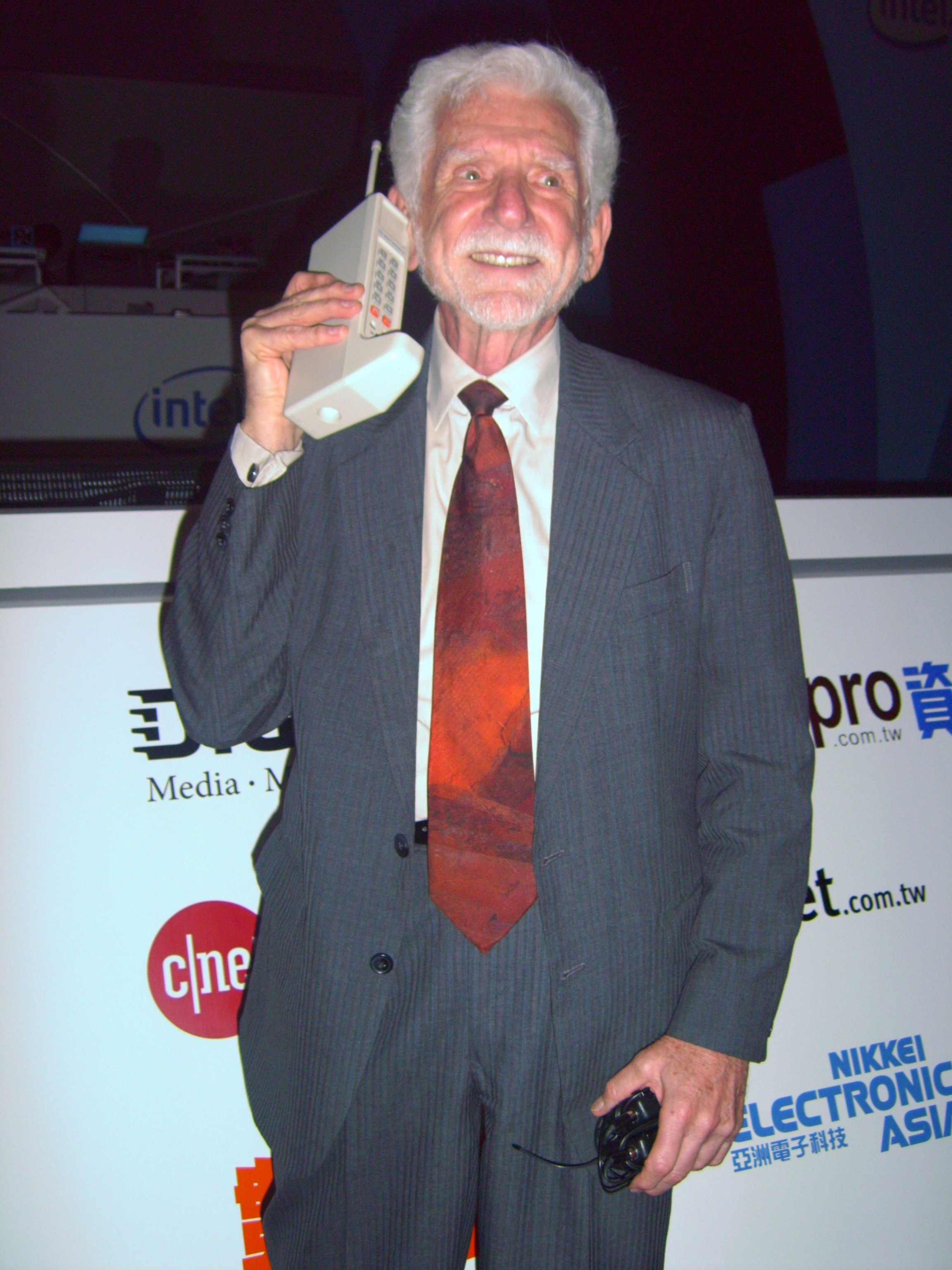
Martin Cooper utilizando un Motorola DynaTAC.

## Historia
Durante el período 1968-1983, Motorola estaba desarrollando su propio teléfono celular, mientras Bell Labs trabajaba en su sistema AMPS, y otros fabricantes diseñaban teléfonos celulares para ese y otros sistemas. Martin Cooper, exdirector general de la división de sistemas de Motorola, dirigió un equipo que produjo el DynaTAC 8000x, el primer teléfono celular disponible comercialmente lo suficientemente pequeño como para llevarlo encima con comodidad. Fue quien realizó, el 3 de abril de 1973 en Nueva York, la primera llamada telefónica "oficial" con un prototipo DynaTAC, pasando a la historia como la primera persona en hacer una llamada telefónica celular analógica.
Martin Cooper es considerado el desarrollador clave del teléfono móvil. DynaTAC fue el primer teléfono portátil verdadero. Antes existían teléfonos "tipo maleta" considerados como "teléfonos de coche", ya que eran demasiado grandes para llevarlos encima una persona.
El Motorola DynaTAC 8000x era muy grande en comparación con los teléfonos actuales. Este primer teléfono celular era muy caro cuando se lanzó en los EE. UU. En 1984, el precio de venta al público del DynaTAC, de USD3.995 (alrededor de 9.600 dólares de 2016), aseguraba que no se convertiría en un elemento del mercado de masas. En 1998, cuando Mitchell se retiró, los teléfonos celulares y los servicios asociados representaban dos tercios de los ingresos de Motorola por valor de 30.000 millones USD.
El 13 de octubre de 1983, David D Meilahn hizo la primera llamada inalámbrica comercial con un DynaTAC desde su Mercedes 380SL a Bob Barnett, expresidente de Ameritech Mobile Communications, quien luego hizo una llamada a un DynaTAC desde un Chrysler descapotable al nieto de Alexander Graham Bell, quien estaba en Alemania para el evento. La llamada, realizada en el Soldier Field de Chicago, es considerada por muchos como un importante punto de inflexión en las comunicaciones. Más tarde, Richard H. Frenkiel, jefe de desarrollo de sistemas de Bell Laboratories, diría sobre el DynaTAC: "Ha sido un triunfo real, un gran avance".

## Descripción
La serie DynaTAC 8, Classic, Classic II, Ultra Classic y Ultra Classic II tenía una pantalla que usaba LED de 7 segmentos rojos; la serie DynaTAC International, LED verdes, y la DynaTAC 6000XL usaba una pantalla fluorescente de vacío. Estas pantallas limitaban severamente la información que podían mostrar. La batería permitía una llamada de hasta sólo 60 minutos, después de lo cual era necesario recargar el teléfono (10 horas en un cargador lento o una hora en un cargador rápido), que se vendía como un accesorio separado. El 6000XL, aunque conservaba el nombre de DynaTAC, no tenía ninguna relación con la serie DynaTAC 8000, ya que era un teléfono transportable destinado a ser instalado en un vehículo.
Además del típico teclado numérico (keypad) telefónico, tenía nueve teclas especiales, situadas debajo de éste:
- Rcl (Recall).
- Clr (Clear).
- Snd (Send).
- Sto (Store).
- Fcn (Function).
- End (End).
- Pwr (Power).
- Lock (Lock).
- Vol (Volume).

## Modelos
America series (analógico)
- DynaTAC 8000X
- DynaTAC 8000L
- DynaTAC 8000S
- DynaTAC 8000M
- DynaTAC 8500x
- DynaTAC 8900x (1989)
- International 3200/3300
- Ultra Classic/II

International series (GSM)
- International 3200/3300